# Solenzo
Solenzo è un dipartimento del Burkina Faso classificato come città, capoluogo della provincia  di Banwa, facente parte della Regione di Boucle du Mouhoun.
Il dipartimento si compone del capoluogo e di altri 29 villaggi: Bama, Ban, Bayé, Bèna, Bialé, Bonza, Daboura, Darsalam, Dèssè, Dinkiéna, Denkoro, Dira, Dissankuy, Gnassoumadougou, Kiè, Koakoa, Koma, Hèrèdougou, Lanfiéra, Lèkoro, Masso, Mawé, Montionkuy, Moussakongo, Pouy, Sanakuy, Siguinonghin, Toukoro e Yèrèssoro.